# Ахтубинский район
Ахту́бинский райо́н — административно-территориальная единица (район) и муниципальное образование (муниципальный район) на северо-востоке Астраханской области России.
Административный центр — город Ахтубинск.

## География
Ахтубинский район расположен в северо-восточной части Астраханской области. Данная территория полупустынна и простирается по левому берегу реки Волги. Площадь района составляет 7 810 км², район является самым большим в Астраханской области.
Район граничит на востоке с Казахстаном, на западе с Черноярским районом, на юго-востоке с Харабалинским районом и на юге с Енотаевским районом, на севере с Волгоградской областью.
Ахтубинский район — северная часть Астраханской области, характеризуется однообразной плоской равниной с блюдцеобразными понижениями-западинами. Только русла древних водотоков и отдельные куполообразные высоты — соляные купола — нарушают выравненность района. Самая высокая точка района — соляной купол горы Большое Богдо — 149 м. В долинах рек Волги и Ахтубы простираются глубокие, но короткие овраги. Пойма в целом характеризуется крупно-гривистым рельефом, с озёрами-старицами.
Основные реки района: река Волга с главными рукавами — реками Ахтуба, Владимировка, Калмынка. Водный режим рек характеризуется ярко выраженным весенне-летним половодьем, наблюдающимся в апреле-июне, летне-осенней меженью. Максимальный уровень половодья приходится на конец мая — начало июня. Продолжительность стояния пика половодья не превышает 3-5 дней.

## История
Владимировский район с центром в селении Владимировка образован в Астраханской губернии Постановлением Всероссийского Центрального Исполнительного Комитета от 12 сентября 1927 года.
С введением краевого административно-территориального деления РСФСР постановлением президиума Нижневолжского краевого организационного комитета от 12 июля 1928 г. «Об определении состава и границ районов Нижневолжского края» Владимировский район Астраханского округа Нижневолжского края с центром в сл. Владимировка образован:
1. из бывшего Владимировского района Астраханской губернии;
2. из Рождественского, Ново-Николаевского, Болхунского и Сокрутовского сельсоветов Болхунского района той же губернии;
3. из Житкурской и Капустино-Ярской волостей Сталинградской губернии.
Всего сельсоветов – 19.
30 июля 1930 года Астраханский округ, как и большинство остальных округов СССР, был упразднён. Его районы отошли в прямое подчинение Нижне-Волжского края.
С 10 января 1934 года Владимировский район в составе Сталинградского края, с 21 января 1937 года — в составе Сталинградской области.
16 июля 1937 года в составе Сталинградской области был повторно образован Астраханский округ куда вошёл и Владимировский район.
27 декабря 1943 года Владимировский район вошёл в состав вновь образованной Астраханской области. 25 мая 1944 года часть территории Владимировского района (4 с/с: Капустиноярский, Покровский, Полого-Займищенский и Солянский) была передана в новый Капустиноярский район. В апреле 1956 года Капустиноярский район был упразднён с передачей территории обратно во Владимировский район.
Указом Президиума Верховного Совета РСФСР от 18 декабря 1959 года село Владимировка, рабочий поселок Петропавловский и поселок при железнодорожной станции Ахтуба Владимировского района Астраханской области объединены в один населённый пункт — город Ахтубинск. 21 февраля 1975 года на основании Указа Президиума Верховного Совета РСФСР город Ахтубинск отнесен к категории городов областного подчинения, а Владимировский район переименован в Ахтубинский район.
С 1 января 2006 года в соответствии с Законом Астраханской области № 43/2004-ОЗ от 6 августа 2004 года в состав района входят 15 муниципальных образований: 3 городских и 12 сельских поселений. Город Ахтубинск вошёл в состав района как городское поселение.

## Население
| 1939    | 1959    | 1970    | 1979    | 1989    | 2002    | 2003    | 2004    | 2005    |
| ------- | ------- | ------- | ------- | ------- | ------- | ------- | ------- | ------- |
| 58 679  | ↗62 782 | ↗88 182 | ↘39 466 | ↘37 043 | ↘31 963 | ↘31 900 | ↘31 600 | ↘31 100 |
| 2006    | 2007    | 2008    | 2009    | 2010    | 2011    | 2012    | 2013    | 2014    |
| ↘30 700 | ↘30 300 | ↗30 400 | ↗73 154 | ↘29 326 | ↗70 952 | ↘69 859 | ↘67 696 | ↘66 640 |
| 2015    | 2016    | 2017    | 2018    | 2019    | 2020    | 2021    |         |         |
| ↘66 105 | ↘65 218 | ↘64 553 | ↘63 688 | ↘62 408 | ↘61 630 | ↘58 260 |         |         |

Урбанизация
В городских условиях (город Ахтубинск, рабочие посёлки Верхний Баскунчак и Нижний Баскунчак) проживают 77,3 % населения района.
Национальный состав
По данным Всероссийской переписи населения 2010 года:
| Национальность | Численность (чел.) | Процентное соотношение |
| -------------- | ------------------ | ---------------------- |
| Русские        | 52 983             | 74,36%                 |
| Казахи         | 11 673             | 16,38%                 |
| Украинцы       | 1132               | 1,59%                  |
| Чеченцы        | 913                | 1,28%                  |
| Татары         | 830                | 1,16%                  |
| Корейцы        | 569                | 0,80%                  |
| Азербайджанцы  | 493                | 0,69%                  |
| Другие         | 2656               | 3,73%                  |
| Не указали     | 555                | 0,78%                  |
| Всего          | 71 249             | 100,00%                |

По итогам переписи населения 2020 года проживали следующие национальности (национальности менее 0,1 % и другое см. в сноске к строке «Другие»):
| Национальность | Численность, чел. | Доля     |
| -------------- | ----------------- | -------- |
| Русские        | 37 422            | 64,23 %  |
| Казахи         | 9034              | 15,51 %  |
| Чеченцы        | 841               | 1,44 %   |
| Татары         | 436               | 0,75 %   |
| Украинцы       | 376               | 0,65 %   |
| Азербайджанцы  | 341               | 0,59 %   |
| Корейцы        | 283               | 0,49 %   |
| Узбеки         | 233               | 0,40 %   |
| Кумыки         | 189               | 0,32 %   |
| Армяне         | 141               | 0,24 %   |
| Лезгины        | 82                | 0,14 %   |
| Таджики        | 79                | 0,14 %   |
| Белорусы       | 71                | 0,12 %   |
| Чуваши         | 59                | 0,10 %   |
| Другие         | 8673              | 14,88 %  |
| Итого          | 58 260            | 100,00 % |

## Административное деление
Ахтубинский район как административно-территориальная единица включает в свой состав 1 город районного значения, 2 посёлка городского типа, 12 сельсоветов.
В Ахтубинский район как муниципальное образование со статусом муниципального района входят 15 муниципальных образований, в том числе 3 городских и 12 сельских поселений:
| №        | Муниципальное образование    | Административный центр            | Количество населённых пунктов | Население | Площадь, км² |
| -------- | ---------------------------- | --------------------------------- | ----------------------------- | --------- | ------------ |
| 1e-06    | Городские поселения:         |                                   |                               |           |              |
| 1        | Город Ахтубинск              | город Ахтубинск                   | 6                             | ↘35 694   | 1055,40      |
| 2        | Посёлок Верхний Баскунчак    | рабочий посёлок Верхний Баскунчак | 4                             | ↘7308     | 30,25        |
| 3        | Посёлок Нижний Баскунчак     | рабочий посёлок Нижний Баскунчак  | 3                             | ↘2299     | 27,19        |
| 3.000002 | Сельские поселения:          |                                   |                               |           |              |
| 4        | Батаевский сельсовет         | село Батаевка                     | 2                             | ↘351      | 237,19       |
| 5        | Село Болхуны                 | село Болхуны                      | 1                             | ↘1338     | 684,07       |
| 6        | Золотухинский сельсовет      | село Золотуха                     | 1                             | ↘1089     | 569,13       |
| 7        | Капустиноярский сельсовет    | село Капустин Яр                  | 9                             | ↘4228     | 85,72        |
| 8        | Село Ново-Николаевка         | село Ново-Николаевка              | 1                             | ↘961      | 303,13       |
| 9        | Село Пироговка               | село Пироговка                    | 1                             | ↘646      | 297,84       |
| 10       | Покровский сельсовет         | село Покровка                     | 2                             | ↗1042     | 129,72       |
| 11       | Пологозаймищенский сельсовет | село Пологое Займище              | 6                             | ↗985      | 383,46       |
| 12       | Село Садовое                 | село Садовое                      | 1                             | ↘232      | 114,62       |
| 13       | Сокрутовский сельсовет       | село Сокрутовка                   | 2                             | ↘486      | 114,40       |
| 14       | Удаченский сельсовет         | село Удачное                      | 2                             | ↘715      | 260,57       |
| 15       | Успенский сельсовет          | село Успенка                      | 3                             | ↘886      | 113,97       |

## Населённые пункты
В Ахтубинском районе 44 населённых пункта.
| №  | Населённый пункт   | Тип                             | Население | Муниципальное образование    |
| -- | ------------------ | ------------------------------- | --------- | ---------------------------- |
| 1  | Ахтубинск          | город                           | ↘35 635   | Город Ахтубинск              |
| 2  | Батаевка           | село                            | ↘543      | Батаевский сельсовет         |
| 3  | Богдо              | посёлок                         | ↘44       | Сокрутовский сельсовет       |
| 4  | Болхуны            | село                            | ↘1338     | Село Болхуны                 |
| 5  | Бутырки            | хутор                           | ↗48       | Успенский сельсовет          |
| 6  | Верблюжий          | посёлок                         | ↘269      | Удаченский сельсовет         |
| 7  | Верхний Баскунчак  | рабочий посёлок                 | ↘7295     | Посёлок Верхний Баскунчак    |
| 8  | Громов             | хутор                           | ↗23       | Пологозаймищенский сельсовет |
| 9  | Джелга             | посёлок                         | ↘37       | Город Ахтубинск              |
| 10 | Дмитриевка         | село                            | ↘19       | Покровский сельсовет         |
| 11 | Дубовый            | хутор                           | ↘11       | Пологозаймищенский сельсовет |
| 12 | Дуюнов             | хутор                           | ↗7        | Капустиноярский сельсовет    |
| 13 | Зелёный Сад        | посёлок                         | ↘4        | Посёлок Нижний Баскунчак     |
| 14 | Золотуха           | село                            | ↘1089     | Золотухинский сельсовет      |
| 15 | Камнев             | хутор                           | ↗43       | Капустиноярский сельсовет    |
| 16 | Капустин Яр        | село                            | ↘4098     | Капустиноярский сельсовет    |
| 17 | Клочков            | хутор                           | ↘12       | Пологозаймищенский сельсовет |
| 18 | Кононенко          | хутор                           | ↗8        | Успенский сельсовет          |
| 19 | Корочин            | хутор                           | ↘32       | Капустиноярский сельсовет    |
| 20 | Кочевая            | железнодорожная станция         | ↘13       | Город Ахтубинск              |
| 21 | Лопин              | хутор                           | ↘67       | Капустиноярский сельсовет    |
| 22 | Нижний Баскунчак   | рабочий посёлок                 | ↘2106     | Посёлок Нижний Баскунчак     |
| 23 | Никонов            | хутор                           | ↘3        | Капустиноярский сельсовет    |
| 24 | Новенькая          | зимовка                         | ↘0        | Город Ахтубинск              |
| 25 | Ново-Николаевка    | село                            | ↘961      | Село Ново-Николаевка         |
| 26 | Обливки            | кордон                          | ↘0        | Город Ахтубинск              |
| 27 | Пироговка          | село                            | ↘646      | Село Пироговка               |
| 28 | Покровка           | село                            | ↗1070     | Покровский сельсовет         |
| 29 | Пологое Займище    | село                            | ↘1035     | Пологозаймищенский сельсовет |
| 30 | Разъезд 15 км      | разъезд                         | ↗20       | Город Ахтубинск              |
| 31 | Разъезд Мартовский | населённый пункт                | ↘12       | Посёлок Верхний Баскунчак    |
| 32 | Рогозин            | хутор                           | ↗29       | Пологозаймищенский сельсовет |
| 33 | Рождественка       | село                            | →5        | Батаевский сельсовет         |
| 34 | Садовое            | село                            | ↘232      | Село Садовое                 |
| 35 | Сокорь             | хутор                           | ↘4        | Капустиноярский сельсовет    |
| 36 | Сокрутовка         | село                            | ↘826      | Сокрутовский сельсовет       |
| 37 | Солончак           | посёлок железнодорожной станции | ↘7        | Посёлок Верхний Баскунчак    |
| 38 | Солянка            | село                            | ↘68       | Пологозаймищенский сельсовет |
| 39 | Средний Баскунчак  | посёлок                         | ↘365      | Посёлок Нижний Баскунчак     |
| 40 | Стасов             | хутор                           | →106      | Капустиноярский сельсовет    |
| 41 | Токарев            | хутор                           | ↘45       | Капустиноярский сельсовет    |
| 42 | Удачное            | село                            | ↘681      | Удаченский сельсовет         |
| 43 | Успенка            | село                            | ↘987      | Успенский сельсовет          |
| 44 | Шунгули            | посёлок                         | ↘20       | Посёлок Верхний Баскунчак    |

## Экономика

### Промышленность
В районе расположено более 30 промышленных предприятий, из которых 5 являются средними и крупными:
- ОАО «Бассоль» — разработка Баскунчакского месторождения и производство пищевой соли.
- ЗАО «Кнауф Гипс Баскунчак» — производство гипса
- ОАО «Ахтубинский ССРЗ»

В общем объёме промышленного производства района составляют:
- 81,1 % пищевая промышленность;
- 6,7 % машиностроение;
- 11,1 % промышленность строительных материалов.

### Сельское хозяйство
На территории района расположены 16 сельскохозяйственных предприятий и 206 крестьянских хозяйств, в сельскохозяйственном производстве занято 3000 человек.
Район занимает 2-е место в Астраханской области по производству продукции бахчеводства (20,8 %), 4-е место по производству яиц (13,7 %), 5-е место по производству овощей (удельный вес — 8,2 %) и мяса (удельный вес — 9,6 %).

## Достопримечательности
На территории района располагаются Богдинско-Баскунчакский заповедник с горой Большое Богдо и озером Баскунчак, Государственный летно-испытательный центр им. В. П. Чкалова.